# 趙宗楚
趙宗楚（？—1097年），北宋宗室。宋太宗曾孙，赵元份之孙，赵允让第二十子，宋英宗的弟弟。

## 生平
趙宗楚官至武胜军节度使、开府仪同三司，封南阳郡王。绍圣三年（1096年）三月，趙宗楚以检校司徒改武昌节度使，嗣濮王。嗣爵後，当到园中祭祀先王，正好得病，以弟弟赵宗汉代行，叹道：“不能亲自敬奉酒食，祭祀我的先王，而空食厚禄，内心不安啊！”请把爵位让给弟弟，宋哲宗不许。绍圣四年（1097年）六月薨，赠太师、惠王，谥僖节。

## 家族

### 祖父母
- 趙元份，商恭靖王

### 父母
- 趙允讓，濮安懿王

### 子女
- 赵仲赐，平阳郡王
- 赵仲畴，昌国公
- 赵仲璩，惠国公